# Leopold z Alpandeire

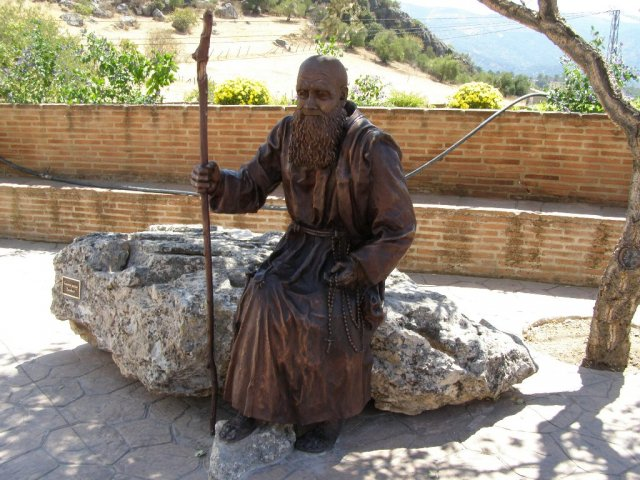
Pomnik bł. Leopolda w Grenadzie

Leopold z Alpandeire (ur. 24 czerwca 1864 w Alpandeire; zm. 9 lutego 1956 w Grenadzie) – hiszpański Błogosławiony Kościoła katolickiego, kapucyn.

## Życiorys
Pochodził z religijnej rodziny. W 1899 roku został przyjęty do klasztoru kapucynów i 16 listopada tego samego roku otrzymał habit i imię zakonne Leopold z Alpandeire. Szczególnie pomagał biednym. Zmarł 9 lutego 1956 roku mając 92 lata. Został beatyfikowany przez papieża Benedykta XVI w dniu 12 września 2010 roku.